# Jules Ancion
Julius Theodoor "Jules" Ancion, född 21 augusti 1924 i Palembang, död 30 november 2011 i Haag, var en nederländsk landhockeyspelare.
Ancion blev olympisk silvermedaljör i landhockey vid sommarspelen 1952 i Helsingfors.